# Кудинов, Дмитрий Ефремович
Дмитрий Ефремович Кудинов (1916—1972) — капитан Советской Армии, участник Великой Отечественной войны, Герой Советского Союза (1945).

## Биография
Дмитрий Кудинов родился 6 ноября 1916 года в деревне Старое Комягино (ныне — Вяземский район Смоленской области). После окончания семи классов железнодорожной школы и школы фабрично-заводского ученичества работал слесарем вагонного участка депо станции Вязьма. В 1937 году Кудинов был призван на службу в Рабоче-крестьянскую Красную Армию. В 1940 году он окончил Серпуховское авиатехническое училище, в 1944 году — Житомирское пехотное училище. С февраля 1944 года — на фронтах Великой Отечественной войны. К июлю того же года он командовал пулемётным взводом 169-го гвардейского стрелкового полка 1-й гвардейской стрелковой дивизии 11-й гвардейской армии 3-го Белорусского фронта. Отличился во время форсирования Немана.
В ночь с 13 на 14 июля 1944 года Кудинов вместе с группой добровольцев первым переправился через Неман в районе Алитуса. Из всей группы до берега добралось лишь 12 бойцов. Захватив плацдарм, группа отражала массированные немецкие контратаки, удержав его до переправы основных сил. После ожесточённых боёв в живых из всей группы остались лишь пять человек. В тех боях Кудинов лично уничтожил около 60 вражеских солдат и офицеров. В ходе дальнейшего наступления на территории Восточной Пруссии получил тяжёлое ранение и был отправлен в госпиталь.
Указом Президиума Верховного Совета СССР от 24 марта 1945 года за «образцовое выполнение боевых заданий командования на фронте борьбы с немецкими захватчиками и проявленные при этом мужество и героизм» гвардии старший лейтенант Дмитрий Кудинов был удостоен высокого звания Героя Советского Союза с вручением ордена Ленина и медали «Золотая Звезда» за номером 6664.
После окончания войны Кудинов продолжил службу в Советской Армии. В 1958 году в звании капитана он был уволен в запас. Проживал и работал в Минске. Умер в 1972 году. Похоронен на Чижовском кладбище.
Был также награждён орденом Красной Звезды и рядом медалей.
В честь Кудинова названа школа в Вязьме.